# Bertoldo da Calábria
Categoria:Santos carmelitas
 Bertoldo da Calábria (em francês:  Berthold de Malifaye; em latim: Bertoldus Calabriensis; morreu em 1195) foi um cruzado normando francês que estabeleceu uma colônia de eremitas no Monte Carmelo em 1185. Ele foi introduzido na literatura carmelita por volta do século XV como São Bertoldo do Monte Carmelo e é dito que ele foi um general da Ordem antes de Brocardo.
Bertoldo era filho do conde de Limoges e nasceu em Malifaye, no sudoeste da França. O rótulo "calabrês" era um eufemismo contemporâneo para "ocidental". Bertoldo era sobrinho de Aymeric de Malifaye, o patriarca latino de Antioquia.
Bertoldo foi para a Terra Santa como parte das Cruzadas e estava em Antioquia quando esta foi sitiada pelos sarracenos. Durante esse tempo, ele teve uma visão de Cristo denunciando os maus caminhos dos soldados. Na época, eremitas do Ocidente estavam espalhados por toda a Palestina. Alguns relatos afirmam que em 1185 ele foi ao Monte Carmelo, construiu uma pequena capela ali e reuniu uma comunidade de eremitas que viveriam ao seu lado imitando o profeta Elias. Esta comunidade pode ter dado origem à Ordem das Carmelitas, mas isso não é apoiado por evidências e é desconsiderado pelos historiadores da Ordem. Bertoldo viveu seus dias no Monte Carmelo, governando a comunidade que fundou por 45 anos até sua morte em 1195.  
A tradição diz que ele foi aceito como líder dos eremitas por São Brocardo. Sua festa é comemorada em 29 de março. 